# Te Papa Tongarewa

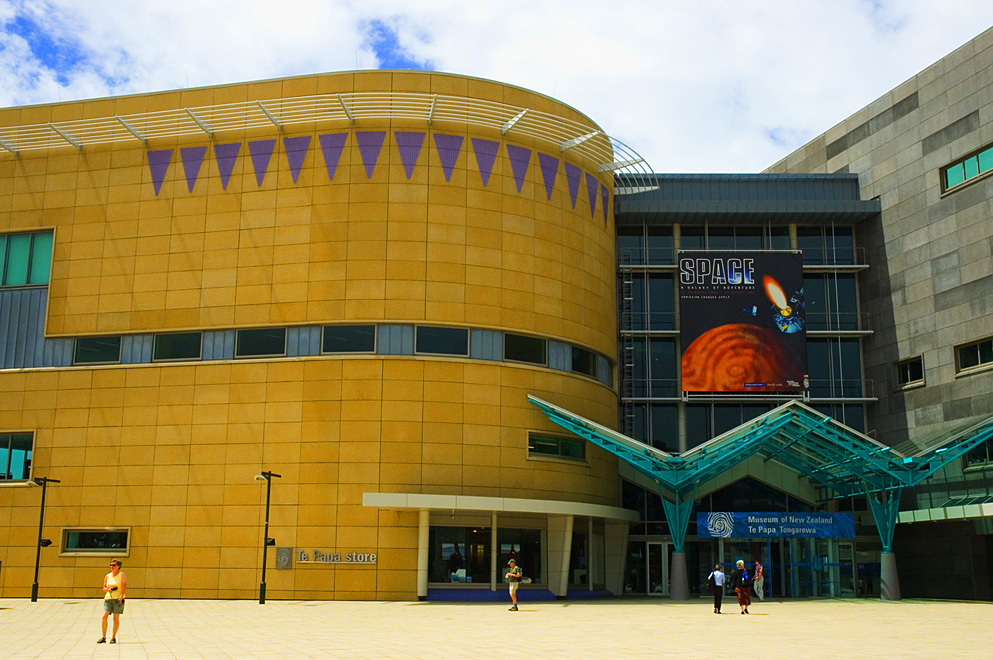
Te Papa ("onze plek"), Het nationaal museum van Nieuw-Zeeland Te Papa Tongarewa

Te Papa Tongarewa is het nationale museum van Nieuw-Zeeland en is kortweg bekend als Te Papa en Our Place; "Te Papa Tongarewa" kan vertaald worden als "de plek van schatten van het land".
Het hoofdgebouw van Te Papa is in Wellington, aan Cable Street. Binnenin het gebouw zijn zes verdiepingen met exposities gewijd aan de rijke historie, cultuur en natuur van Nieuw-Zeeland. Er is ook een tweede gebouw, maar dit is een gebouw voor wetenschappelijk onderzoek en niet geopend voor publiek. Het museum heeft ook nog een aantal buitenlocaties met grotten, en natuurgebieden. De oppervlakte van het gebouw bedraagt ongeveer 36.000 m² en de bouwkosten waren meer dan €150 miljoen. Er wordt geen entree geheven voor het museum, wel moet voor enkele exposities apart betaald worden en vraagt het museum bezoekers om een vrijwillige bijdrage. Ook zijn er diverse winkeltjes en is er een restaurant om inkomsten te genereren.
Te Papa is gebouwd door Fletcher Construction en geopend op 14 februari, 1998 door de toenmalige minister-president Jenny Shipley, zeiler Peter Blake, en twee kinderen. Het museum verwelkomde 1 miljoen bezoekers in de eerste vijf maanden na de opening, en trok daaropvolgend ieder jaar tussen de 1 en 1,3 miljoen bezoekers.

## Collecties
- Het museum heeft de grootste Mesonychoteuthis hamiltoni (reuzeninktvis) ter wereld. Dit, 495 kg zware en 4,2 meter lange, exemplaar is sinds maart 2007 in het bezit van Te Papa, nadat het een maand eerder was gevangen.
- Het museum herbergt veel Maori cultuur. Er worden ook dagelijks voorstellingen gegeven.
- Er zijn exposities van Nieuw-Zeelandse ontwerpers.
- In het museum is een grote expositie over de natuur en het ontstaan van Nieuw-Zeeland.
- In 2006 was er in Te Papa een grote expositie van de filmtrilogie The Lord of the Rings.
- In het museum is de Tamil bel te bewonderen, een bel met inscriptie in het Tamil. De bel werd in 1836 op het Noordereiland gevonden.

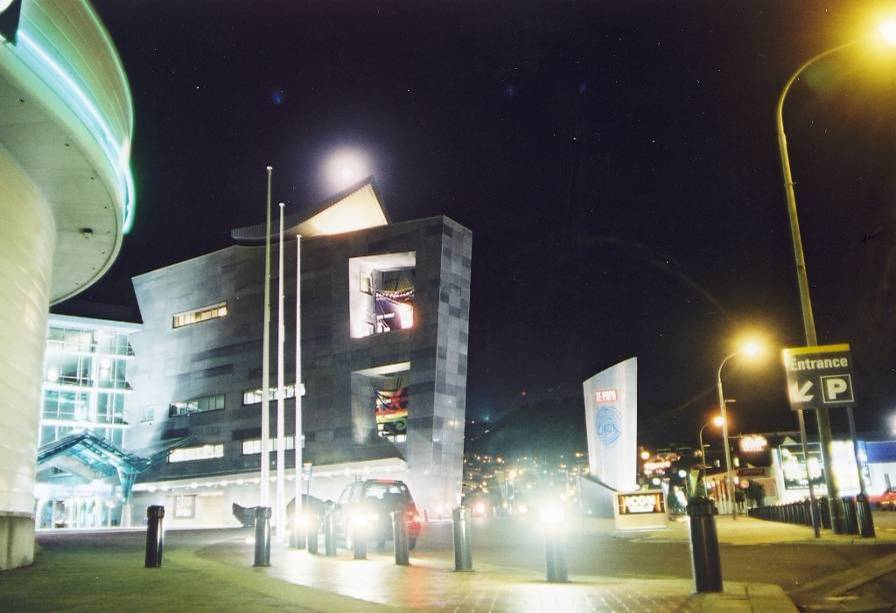
Te Papa bij nacht

## Trivia
- Op de bouwplaats stond vroeger een hotel. van vijf verdiepingen. Dit hotel is opgetild en 200 meter verderop op zijn nieuwe plaats neergezet.
- Het logo van Te Papa, een vingerafdruk, kostte 150.000 euro om te ontwikkelen.
- Het gebouw is op ingenieuze wijze beschermd tegen aardbevingen. Een in Nieuw-Zeeland ontwikkelde technologie is hiervoor gebruikt. De fundering van het gehele gebouw rust op pilaren van lood, staal en rubber, die het effect van een aardbeving afremmen.
- De duizenden lampjes aan de buitenzijde van het museum worden door een computer aangestuurd om zich aan te passen aan de omgeving.